# Midland Railway Carriage and Wagon Company
Die Midland Railway Carriage and Wagon Company (MRC&W) war eine britische Wagenbauanstalt. Trotz der Namensgleichheit gehörte sie zu keiner Zeit zur britischen Midland Railway.

## Geschichte

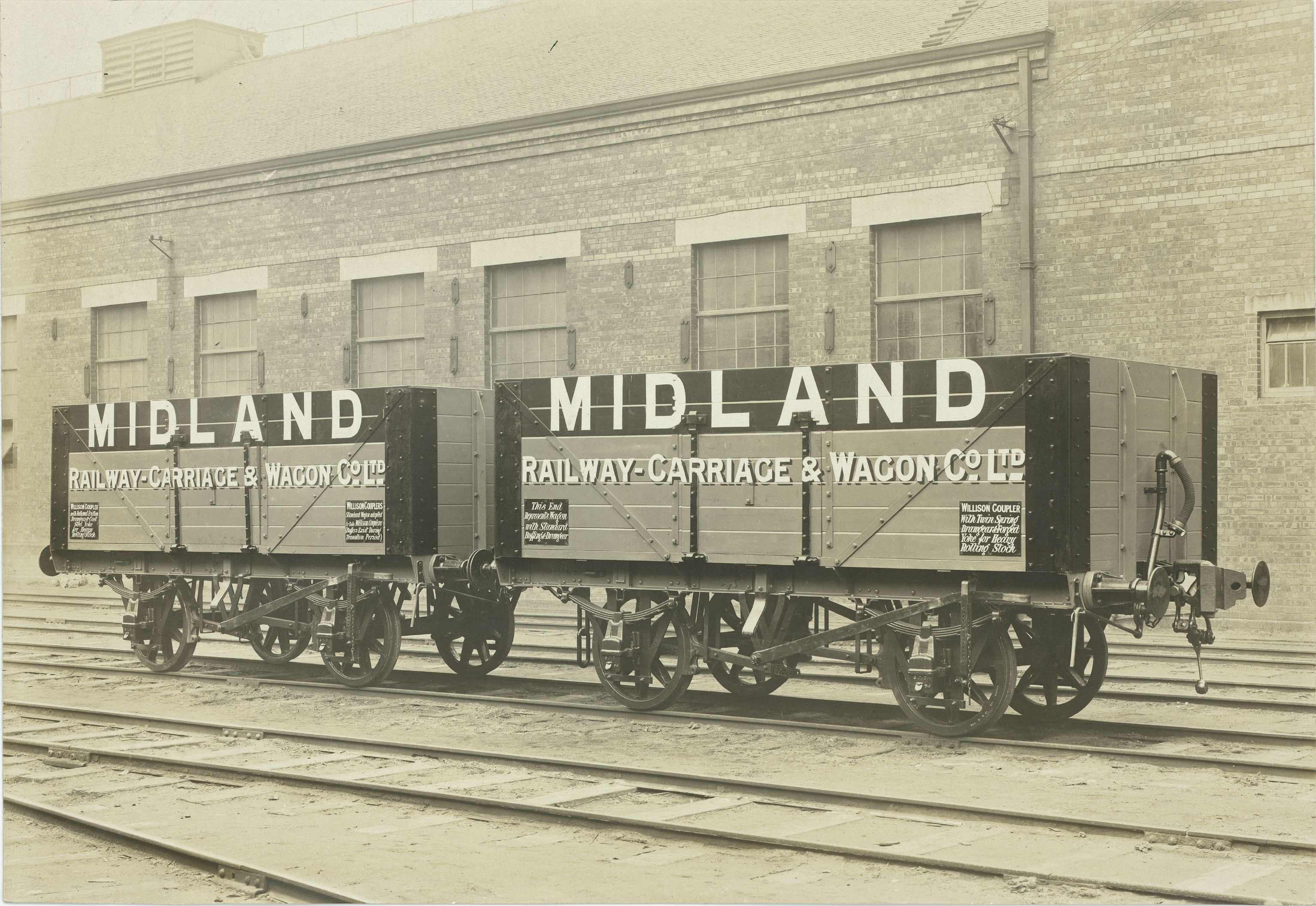
Zwei offene Güterwagen als Muster mit eigener Beschriftung

1853 gründete William Alexander Adams mit einer Gruppe von Geschäftsleuten aus Yorkshire die Midland Waggon Company in Rotherham um Eisenbahnwagen herzustellen. Im nächsten Jahr zog das Unternehmen nach Birmingham und das zweite „g“ wurde aus dem Firmennamen Midland Wagon Company entfernt.
1877 wurde der Name in Midland Railway Carriage and Wagon Company (MRC&W) geändert.
1919 fusionierte das Unternehmen mit Cammell, Laird & Company. Der Name Midland Railway Carriage and Wagon Company blieb aber aufgrund seiner Bekanntheit erhalten. 1929 wurde die Eisenbahnsparte von Cammell Laird mit der Metropolitan Railway Carriage and Wagon Company zur Metropolitan Cammell Carriage and Wagon Company (Metro-Cammell) verschmolzen.

## Produkte
Die MRC&W baute Personen- und Güterwagen für viele britische Gesellschaften. Daneben belieferte man Eisenbahnen in der ganzen Welt, vor allem in damaligen britischen Kolonien. Kunden waren die frühere Gold Coast Government Railways, die Nigerian Railways und einige indische Eisenbahngesellschaften wie die Assam Railways and Trading Company und die Bengal Nagpur Railway. Außerdem lieferte man an die Sudan Railways, Ferrocarril Central Argentino und viele weitere Bahngesellschaften in Übersee.